# Paese Sera
Paese Sera è un quotidiano italiano, nato come edizione pomeridiana del quotidiano Il Paese di Roma e trasformatosi poi in quotidiano autonomo.
Dopo la chiusura del 1994 e un tentativo di rilancio nel 2009, il giornale è tornato nelle edicole nel novembre 2018. Nel 2019, a causa di un contenzioso sul marchio, ha interrotto le pubblicazioni, che sono poi riprese nel 2025, prima a livello locale, e poi nazionale, a seguito dell'acquisizione della testata da parte del Gruppo Sae.

## Storia

### Gli inizi nel 1949
Il quotidiano Il Paese, chiuso nel 1925, riaprì il 21 gennaio 1948. La riapertura fu incoraggiata dal Partito Comunista Italiano allo scopo di disporre – nei mesi immediatamente precedenti alle elezioni del 18 aprile, con il clima politico pesantemente surriscaldato dalla contrapposizione tra Democrazia Cristiana e Fronte Democratico Popolare – di un organo di informazione che si ponesse in alternativa degli altri quotidiani romani (Il Messaggero, Il Tempo e Il Giornale d'Italia) che avevano un orientamento liberale e conservatore.
Il 6 dicembre 1949 vide la luce Paese Sera, edizione del pomeriggio de Il Paese. Ben presto il nuovo giornale acquisì un'ampia diffusione, soprattutto grazie ai suoi articoli di cronaca nera e di cronaca rosa. Sia Il Paese che Paese Sera erano pubblicati dalla società GATE di Amerigo Terenzi, ex amministratore del quotidiano l'Unità, ed ebbero come primo direttore Tomaso Smith.

### Le varie edizioni e i cambi di direzione

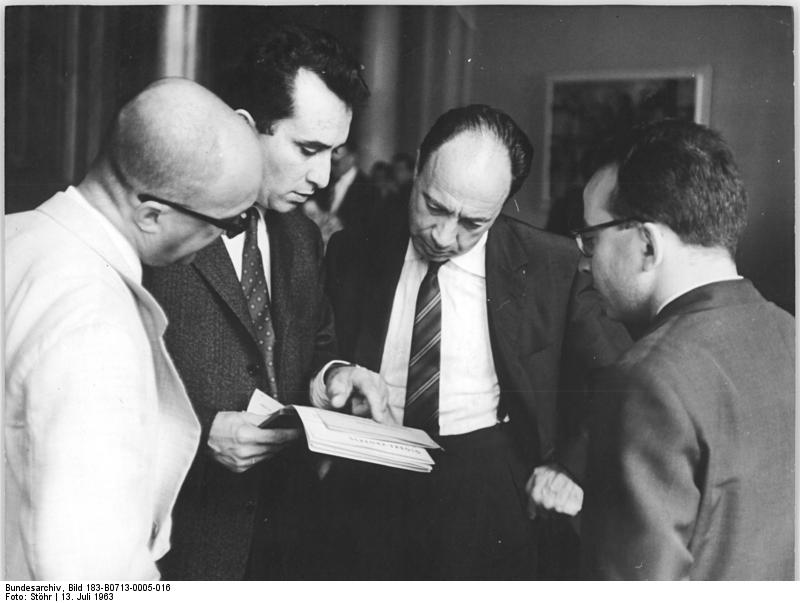
I giornalisti di Paese Sera, Franco Fabiani ed Enrico Nobis, seguono il processo in contumacia ad Hans Globke nella Repubblica Democratica Tedesca (1963)

Alla fine degli anni cinquanta e per tutti gli anni settanta uscì in sei edizioni giornaliere. 
Tra le firme ospitate dal giornale: Norberto Bobbio, Natalino Sapegno, Andrea Barbato, Elio Pagliarani, Umberto Eco, Tullio De Mauro, Arturo Gismondi, Edoardo Sanguineti, Dolores Prato, Ruggero Zangrandi. Nel 1952 fino al 1966 Maurizio Liverani fu il critico cinematografico ed il responsabile della pagina culturale del quotidiano.
Nel 1956 Aldo Biscardi entrò nella redazione sportiva. Nello stesso anno l'inviato a Budapest riferì della repressione che stava schiacciando la rivolta ungherese. Tomaso Smith si rifiutò di censurare le corrispondenze che pervenivano dalla capitale ungherese e rassegnò le dimissioni. Gli subentrò lo scrittore satirico ed ex deputato democristiano Mario Melloni, già direttore del quotidiano democristiano Il Popolo. Melloni assunse Maurizio Costanzo (1957), che cominciò la sua carriera di cronista.
Nel 1963 Il Paese cessò le pubblicazioni, venendo soppiantato definitivamente da Paese Sera anche per l'edizione del mattino. Il nuovo direttore responsabile fu Fausto Coen, che rimase fino al giugno del 1967, quando rassegnò le dimissioni per protestare contro l'atteggiamento del PCI nei confronti di Israele in seguito alla Guerra dei Sei giorni. La direzione passò quindi a Giorgio Cingoli, sotto la cui guida il giornale raggiunse la massima espansione sul territorio nazionale, con l'apertura di redazioni locali a Firenze, Bologna e Milano, e il massimo storico della sua tiratura.
Dal 1967 al 1975 fu vicedirettore Sandro Curzi. Le pagine culturali del giornale, pubblicate nell'edizione serale che usciva in edicola alle 21, davano ampio spazio alle recensioni dei film neorealisti, regolarmente tagliati dalla censura, ai libri di Don Lorenzo Milani ed alle opinioni di altri sacerdoti ed intellettuali cattolici "dissidenti" tra cui Raniero La Valle e padre Ernesto Balducci. Particolarmente apprezzata era la rubrica "Settevolante", redatta da Jolena Baldini che si firmava con lo pseudonimo di Berenice. Di grande richiamo era anche il corsivo di prima pagina su temi politici, di cronaca e di costume, che appariva quasi tutti i giorni, con la firma Benelux, pseudonimo di Gianni Rodari e - per un periodo brevissimo, legato a problemi di salute di Rodari - di Furio Sampoli e di Luigi Silori.
Il 5 novembre del 1975 Arrigo Benedetti venne nominato direttore. Dopo la sua morte avvenuta il 26 ottobre del 1976 gli subentrò Aniello Coppola. Coppola lasciò la direzione del giornale nel 1979, quando venne inviato a New York a sostituire Alberto Jacoviello come corrispondente de l'Unità. Gli anni ottanta videro alternarsi alla direzione di Paese Sera Giuseppe Fiori (dal 1979 al 1982) e Andrea Barbato. Proprio durante la direzione di Barbato i rapporti del quotidiano col PCI cominciarono a incrinarsi seriamente.

### La crisi e la fine
La crisi cominciò a far sentire i suoi effetti con la concorrenza di nuovi quotidiani come La Repubblica e Reporter. Anche l'espandersi del fenomeno delle emittenti radio e TV private contribuiva a sottrarre lettori al giornale, mentre già era iniziato il lento abbandono del giornale ad opera del PCI che, evidentemente, non contava più sull'appoggio di una testata "collaterale", nonostante il giornale nel 1980 vendesse ancora 100 000 copie al giorno più 13 000 in abbonamento.

#### L'interruzione delle pubblicazioni nel 1983
La proprietà del giornale venne così ceduta da Terenzi alla società Impredit, che il 3 aprile 1983 inviò le lettere di licenziamento a tutto il personale. La chiusura "d'autorità" di uno dei maggiori quotidiani nazionali destò scalpore. Il Presidente della Repubblica Sandro Pertini ricevette al Quirinale una delegazione di operai e tipografi, e una sottoscrizione indetta tra i lettori per salvare il quotidiano raccolse 120 milioni di lire.
I giornalisti superstiti, costituitisi nella "Società Cooperativa 3 aprile", diedero battaglia in tribunale per ottenere il diritto a pubblicare nuovamente il giornale, che tornò in edicola il 1º dicembre 1983 con sole 18 pagine e al prezzo di 500 lire, con un buon successo di vendite. Direttore del quotidiano fu per qualche mese Piero Pratesi, e in seguito Claudio Fracassi dal febbraio del 1984. La sottoscrizione aveva fruttato 600 milioni, che bastavano però solo per pagare i costi. In quel periodo una banda di malviventi compì una rapina a mano armata negli uffici del giornale, sottraendo 200 milioni di lire in contanti che dovevano servire per pagare gli stipendi e le tredicesime del personale. Fu necessario ridurre il personale e tagliare le spese, ma il giornale riuscì comunque a tirare 30-40 000 copie al giorno.

#### Anni successivi
Il 29 settembre del 1986 Paese sera passò al formato tabloid: quaranta pagine di cui la prima a colori venduto al prezzo di 700 lire. Il 14 gennaio del 1987 Fracassi lasciò la direzione del giornale per fondare il settimanale "Avvenimenti", e da allora la crisi del giornale cominciò a manifestarsi con interruzioni e riprese delle pubblicazioni, finché il direttore Renzo Foa, nel luglio del 1994, annunciò la cessazione definitiva delle stampe.

### I tentativi di riapertura

#### Riapertura comeNuovo Paese Sera(2008-2013)

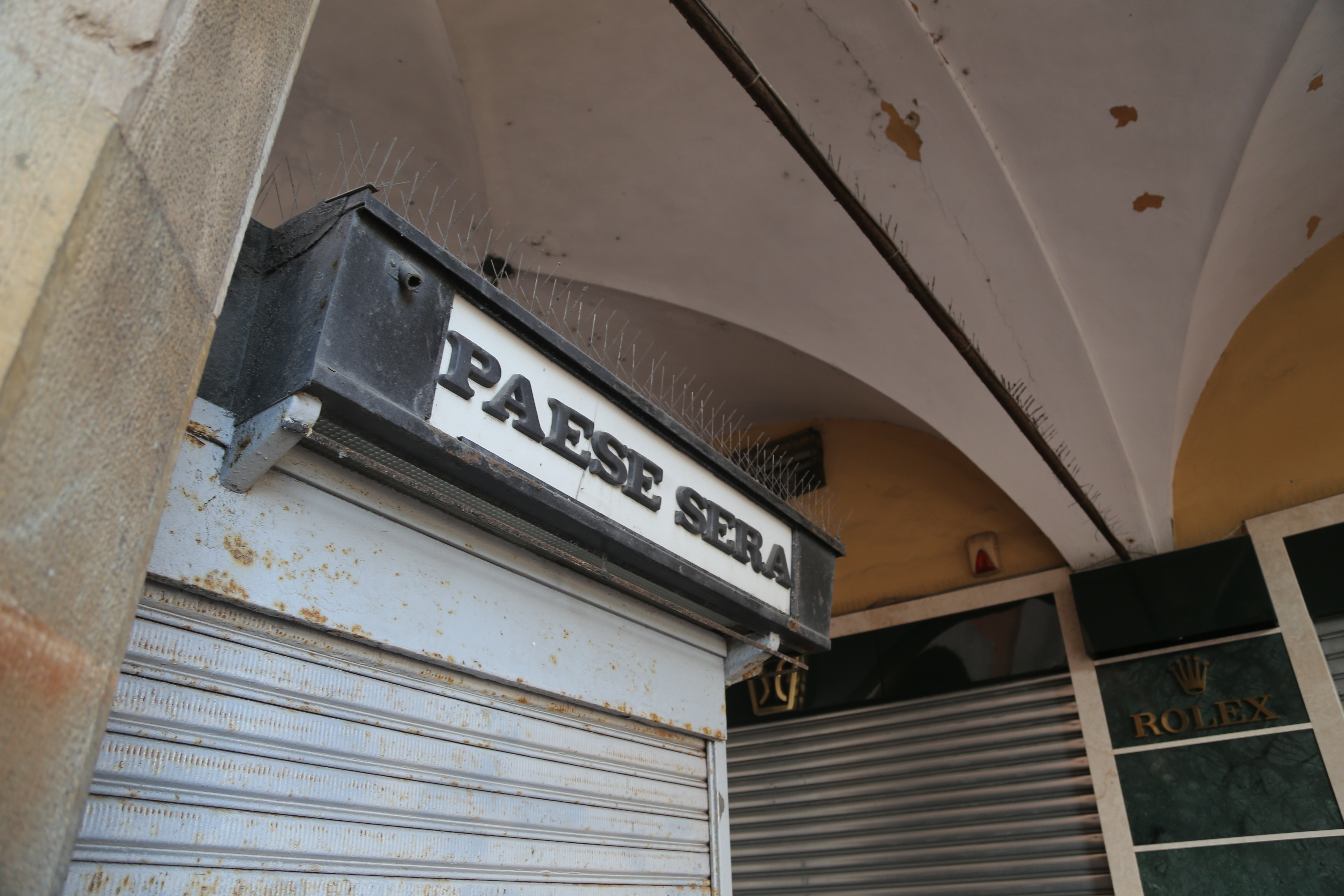
Insegna di edicola (2014)

Il 19 gennaio 2008 gli editori del quotidiano calabrese Calabria Ora, comprano la società "Paese Sera s.r.l.", titolare della testata giornalistica. Sebbene la pubblicazione cartacea non fosse ancora avvenuta, il 16 novembre 2009 la testata viene ripubblicata online con un'area d'azione locale (Roma e dintorni). Nel luglio del 2010 la IX sezione del tribunale civile di Roma ha rigettato il ricorso avanzato dai due editori del quotidiano per rivendicare la proprietà della "Paese Sera s.r.l.".
Secondo il tribunale, infatti, non basta pubblicare occasionalmente un numero unico di una testata per mantenerne la proprietà. Nel novembre dello stesso anno è così nata la "Nuovo Paese Sera srl", società editoriale con 10 000 euro di capitale. Nel 2011 iniziano le pubblicazioni online.
Il 31 luglio 2013 chiude anche il Nuovo Paese Sera, in quanto scadono i contratti dei giornalisti (che dicono pure di vantare credito nei confronti della società editrice). Proprio la società editrice ha dichiarato di voler riorganizzare la redazione e di salvare il quotidiano. L'edizione di Prato, nata quale esperimento di redazione distaccata in seno al Nuovo Paese Sera ma con un'autonoma registrazione in tribunale, ha continuato a esistere, evolvendosi in un'edizione Toscana a sé stante nel 2015 con la direzione di Fabio Barni, che lascerà a causa di divergenze con proprietà in liquidazione ed editore di fatto, una cooperativa sociale di Prato,  e alcuni collaboratori toscani e di altre regioni italiane.  

#### Riapertura comeIl Paese Sera(2018-2019)
Il 26 ottobre 2018 il quotidiano torna nelle edicole con il nome Il Paese Sera sotto la direzione di Luca Mattiucci con un formato tabloid a 16 pagine e una tiratura di 40 000 copie. Al primo numero collaborano anche Vauro, Michela Murgia e Erri de Luca.
A causa di un contenzioso legato alla proprietà del marchio, la testata interrompe le proprie attività il 7 luglio 2019.

#### Riapertura comePaese Sera(2025)
Il 15 gennaio 2025, il marchio di Paese Sera è stato rilevato dall'imprenditore Massimiliano Picardi, che ha poi registrato ufficialmente la testata giornalistica il 20 febbraio seguente. Nei primi mesi dell'anno, la nuova edizione della testata è esclusivamente online e si occupa principalmente di fatti circoscritti al Lazio e all'area di Roma.
Il 20 maggio dello stesso anno, è stata ufficializzata la cessione del giornale al Gruppo Sae, già proprietario de Il Tirreno, La Nuova Sardegna, Gazzetta di Modena, Gazzetta di Reggio e La Nuova Ferrara. Secondo il nuovo piano editoriale proposto, Paese Sera sarebbe diventata la testata nazionale del gruppo, diventando un dorso comune per tutti i quotidiani locali, ritornando ad essere distribuita anche in copie cartacee e venendo curata da due redazioni a Roma e a Milano, composte prevalentemente da giornalisti sotto i 35 anni di età.

## Edizioni
Tra le altre, si ricordano l'edizione del mattino, cioè l'"Edizione nazionale", l'edizione delle ore tredici del primo pomeriggio, l'"ultimora" e quella delle "Ore 21", in cui l'attrice Franca Valeri aveva una rubrica di costume quotidiana insieme all'oroscopo di Lucia Alberti.
Negli anni sessanta e settanta presentava anche delle pagine regionali, oltre alle pagine di Roma e del Lazio, e cioè quelle della Toscana, dove era stata istituita una redazione, dell'Umbria una vera e propria edizione, con pagine locali a Perugia e provincia, Terni e provincia; quella di Napoli e Campania. A metà anni '50 esisteva un'edizione per Abruzzi e Molise.
La redazione romana di Paese Sera si trovava a Roma, nello stesso stabile che ospitava quella de l'Unità, in via dei Taurini 19. Negli ultimi anni le edizioni del giornale divennero tre, che coincisero con il cambio della grafica della testata, fondo nero e scritta in bianco su due righe in riquadro, mentre al suo fianco per l'edizione del mattino c'era un cerchio con la scritta "il Paese", un cerchio recante la scritta "pomeriggio" per la seconda edizione, "notte" per la terza edizione.

## Fumetti
Paese Sera pubblicava ogni giorno un'intera pagina di strisce a fumetti. Tantissime le strisce pubblicate: Arcibaldo e Petronilla, Blondie e Dagoberto, Hi e Lois, B.C., Il mago Wiz. Anche Mafalda e i Peanuts ebbero la prima uscita italiana sulle pagine di questo quotidiano.
Nel 1968 Paese Sera indisse un concorso per l'ideazione di una striscia satirica italiana. Il vincitore della prima edizione fu Bonvi con le fortunate Sturmtruppen. Il concorso fu ripetuto per diversi anni. Tra i vincitori: Giorgio Forattini, Pino Zac, Daniele Panebarco, Rodolfo Torti, Claudio Medaglia. Anche Hugo Pratt approdò su questo giornale con le storie di Corto Maltese.

## Direttori
L'elenco dei direttori del giornale è il seguente:
- Tomaso Smith (1948 – 1956)
- Mario Melloni (1956 – 1961)
- Fausto Coen (1961 – 1967)
- Giorgio Cingoli (1967 – ottobre 1975)
- Arrigo Benedetti (novembre 1975 – ottobre 1976)
- Aniello Coppola (ottobre 1976 – novembre 1979)
- Giuseppe Fiori (dicembre 1979 – dicembre 1981)
- Andrea Barbato (gennaio 1982 – 1983)
- Piero Pratesi (1983 – settembre 1983)
- Claudio Fracassi (1983 – gennaio 1987)
- Giuseppe Rosselli (gennaio 1987 – aprile 1987)
- Silvano Rizza (maggio 1987 – gennaio 1989)
- Giorgio Rossi (febbraio 1989 – ottobre 1989)
- Arnaldo Agostini & Pasquale Giordano (ottobre 1989 – novembre 1989)
- Arnaldo Agostini (giugno 1991 – giugno 1993)
- Renzo Foa (luglio 1993 – gennaio 1994)
- Luca Mattiucci (novembre 2018 – settembre 2019)